# Football Club Bari 1908 2015-2016
Questa voce raccoglie le informazioni riguardanti il Football Club Bari 1908 nelle competizioni ufficiali della stagione 2015-2016.

## Stagione
Nella stagione 2015-2016 il Bari disputa il suo 44º campionato di Serie B e partecipa alla Coppa Italia.
In vista della nuova stagione, il ritiro si è svolto in due fasi a Roccaporena. Nella prima fase, dal 12 al 26 luglio 2015, i biancorossi hanno disputato due amichevoli, battendo il Cascia per 20-0 e l'Arezzo per 3-0. Prima di partire per la seconda fase del ritiro, il Bari ha disputato un'amichevole internazionale al San Nicola contro i francesi del Bastia, pareggiando per 1-1. Nella seconda fase del ritiro, tenutasi a Roccaporena dal 1º al 7 agosto 2015, i biancorossi hanno disputato un'amichevole con il Perugia al Renato Curi, perdendo per 1-0, prima di ritornare in Puglia.
Nel primo incontro ufficiale della stagione il Bari perde 2-1 in casa il derby col Foggia valido per il secondo turno di Coppa Italia.
Il 6 novembre 2015 il Bari ritrova in casa la squadra campana della Salernitana, la cui tifoseria è gemellata con quella barese dal 1984, registrando 27.278 spettatori.
Il 31 dicembre 2015, dopo tre sconfitte consecutive (e 3 punti ottenuti in 5 giornate), l'allenatore Davide Nicola è stato esonerato e sostituito da Andrea Camplone.
Con Camplone la squadra alterna sconfitte a risultati positivi collezionando 9 risultati utili consecutivi tra la 31.ma e la 39.ma giornata. La squadra chiude la regular season al quinto posto conquistando così l'accesso al turno preliminare dei Play-off contro il Novara, partita poi persa (3-4) dopo che i biancorossi erano andati sotto 0-3 chiudendo così mestamente la stagione.

## Divise e sponsor
Per la stagione 2015-2016 lo sponsor tecnico è Nike mentre il co-sponsor è Balkan Express. A differenza degli anni passati nella prima divisa il colore predominante è il rosso. Nella seconda divisa il colore principale torna a essere il bianco, con banda diagonale rossa. Nella terza divisa il colore della maglia è il blu.
| 1ª divisa | 2ª divisa | 3ª divisa | 1ª portiere | 2ª portiere |

## Organigramma societario[10][11][11][12]
Area direttiva
- Presidente: Gianluca Paparesta

Area organizzativa
- Club manager: Pierfrancesco Barletta
- Team manager e resp. comunicazione: Alberto Marangon
- Ufficio stampa: Fabio Foglianese
- Coordinatore biglietteria: Francesco Laforgia
- Visor sviluppo infrastrutture: Giuseppe Camicia
- Responsabile Stadio San Nicola: Vito Fanelli

Area amministrativa
- Responsabile amministrativa: Antonella Indiveri

Area marketing
- Senior Marketing Advisor: Gianluca Trisolini
- Ufficio marketing - Responsabile Progetti Speciali: Gianluca Spagnuolo

Area sportiva
- Direttore e segretario sportivo: Antonello Ippedico
- Responsabile area tecnica: Razvan Zamfir
- Segretario settore giovanile: Paolo Daucelli

Area sanitaria
- Responsabile sanitario:Biagio Moretti
- Medico sociale: Lorenzo Moretti
- Medico sociale: Alessio Casalino
- Medico sociale: Alfredo Scardicchio
- Fisioterapista: Gianluca Gresi
- Fisioterapista: Vitantonio Pascale
- Fisioterapista: Marco Vespasiani

Staff tecnico
- Allenatore: Davide Nicola(fino al 31/12/2015), poi Andrea Camplone
- Allenatore in 2ª: Vanni Sartini (fino al 31/12/2015), poi Giacomo Dicara
- Collaboratori tecnici: Manuele Cacicia (fino al 31/12/2015), Giovanni Loseto, Luca Righi, Pasquale Domenico Rocco (dal 31/12/2015)
- Preparatori atletici: Consalvo Acella, Gabriele Stoppino (fino al 31/12/2015), Salvatore Lalinga (dal 31/12/2015)
- Preparatore portieri: Rossano Berti (fino al 31/12/2015), poi Marco Onorati

## Rosa
Rosa aggiornata al 2 febbraio 2016.
| N. |                    | Ruolo | Calciatore                |
| -- | ------------------ | ----- | ------------------------- |
| 1  | Italia (bandiera)  | P     | Enrico Guarna             |
| 2  | Italia (bandiera)  | D     | Stefano Sabelli           |
| 3  | Italia (bandiera)  | D     | Cristiano Del Grosso      |
| 4  | Italia (bandiera)  | C     | Marco Romizi              |
| 5  | Italia (bandiera)  | C     | Massimo Donati            |
| 6  | Italia (bandiera)  | C     | Giovanni Di Noia          |
| 7  | Italia (bandiera)  | A     | Kingsley Boateng          |
| 8  | Camerun (bandiera) | C     | Joseph Minala             |
| 9  | Romania (bandiera) | A     | George Pușcaș             |
| 10 | Italia (bandiera)  | A     | Giuseppe De Luca          |
| 11 | Italia (bandiera)  | A     | Gianluca Sansone          |
| 12 | Italia (bandiera)  | P     | Alessandro Micai          |
| 13 | Italia (bandiera)  | D     | Valerio Di Cesare         |
| 15 | Italia (bandiera)  | D     | Matteo Contini (capitano) |
| 16 | Grecia (bandiera)  | C     | Savvas Gkentsoglou        |
| 17 | Guinea (bandiera)  | C     | Gaston Camara             |
| 17 | Italia (bandiera)  | A     | Gennaro Tutino            |

| N. |                               | Ruolo | Calciatore                     |
| -- | ----------------------------- | ----- | ------------------------------ |
| 18 | Italia (bandiera)             | C     | Alessandro Rosina              |
| 19 | Italia (bandiera)             | A     | Riccardo Maniero               |
| 20 | Romania (bandiera)            | D     | Ionuţ Rada                     |
| 21 | Italia (bandiera)             | D     | Denis Tonucci                  |
| 22 | Italia (bandiera)             | P     | Stefano Gori                   |
| 23 | Germania (bandiera)           | D     | Giuseppe Gemiti                |
| 24 | Grecia (bandiera)             | A     | Antōnīs Petropoulos            |
| 25 | Italia (bandiera)             | C     | Marino Defendi (vice capitano) |
| 27 | Ghana (bandiera)              | D     | Isaac Donkor                   |
| 28 | Italia (bandiera)             | C     | Filippo Porcari                |
| 28 | Italia (bandiera)             | C     | Andrea Lazzari                 |
| 29 | Italia (bandiera)             | C     | Francesco Valiani              |
| 30 | Italia (bandiera)             | D     | Simone Salviato                |
| 30 | Italia (bandiera)             | C     | Jacopo Dezi                    |
| 34 | Senegal (bandiera)            | D     | Issa Cissokho                  |
| 35 | Macedonia del Nord (bandiera) | C     | Nikola Jakimovski              |

## Calciomercato

### Sessione estiva(dall'1/7/2015 al 31/8/2015)
| Acquisti | Acquisti             | Acquisti       | Acquisti                                               |
| R.       | Nome                 | da             | Modalità                                               |
| -------- | -------------------- | -------------- | ------------------------------------------------------ |
| P        | Stefano Gori         | Milan          | definitivo                                             |
| D        | Denis Tonucci        | Modena         | definitivo                                             |
| D        | Giuseppe Gemiti      | Livorno        | definitivo                                             |
| D        | Cristiano Del Grosso | Atalanta       | prestito con obbligo di riscatto                       |
| D        | Isaac Donkor         | Inter          | prestito con diritto di riscatto e controriscatto      |
| D        | Richard Samnick      | Martina        | fine prestito                                          |
| D        | Matteo Contini       | Atalanta       | prestito                                               |
| D        | Alessandro Ligi      | Virtus Entella | fine prestito                                          |
| D        | Valerio Di Cesare    | Brescia        | definitivo                                             |
| C        | Gaston Camara        | Inter          | prestito con diritto di riscatto e controriscatto      |
| C        | Giovanni Di Noia     | Matera         | fine prestito                                          |
| C        | Savvas Gkentsoglou   | Ergotelīs      | definitivo                                             |
| C        | Tomislav Gomelt      | Tottenham      | definitivo                                             |
| C        | Filippo Porcari      | Carpi          | definitivo                                             |
| C        | Alessandro Rosina    | Catania        | prestito con diritto di riscatto e obbligo di opzione  |
| C        | Francesco Valiani    | Latina         | definitivo                                             |
| A        | Salvatore Caturano   | Melfi          | definitivo                                             |
| A        | Souleymane Coulibaly | Pistoiese      | fine prestito                                          |
| A        | Giuseppe De Luca     | Atalanta       | prestito con obbligo di riscatto in caso di promozione |
| A        | Antonio Gammone      | Juve Stabia    | fine prestito                                          |
| A        | Riccardo Maniero     | Catania        | definitivo                                             |
| A        | Antōnīs Petropoulos  | Kallonī        | definitivo                                             |
| A        | George Pușcaș        | Inter          | prestito con diritto di riscatto e controriscatto      |
| A        | Gianluca Sansone     | Sampdoria      | prestito con diritto di riscatto                       |
| A        | Giacinto Ventola     | Brindisi       | prestito                                               |

| Cessioni | Cessioni               | Cessioni         | Cessioni                                                           |
| R.       | Nome                   | a                | Modalità                                                           |
| -------- | ---------------------- | ---------------- | ------------------------------------------------------------------ |
| P        | Antonio Donnarumma     | Genoa            | fine prestito                                                      |
| P        | Marco Ventrella        | Reggina          | prestito                                                           |
| D        | Simone Benedetti       | Cagliari         | fine prestito                                                      |
| D        | Marco Calderoni        | Chievo           | riscatto compartecipazione (100.000 €)                             |
| D        | Michele Camporese      | Fiorentina       | fine prestito                                                      |
| D        | Lorenzo Filippini      | Lazio            | fine prestito                                                      |
| D        | Alessandro Ligi        | Avellino         | prestito                                                           |
| D        | Mario Mercadante       | Ischia           | prestito                                                           |
| D        | Leandro Rinaudo        | Virtus Entella   | fine prestito                                                      |
| D        | Richard Samnick        | Châteauroux      | definitivo                                                         |
| C        | Nicola Bellomo         | Chievo           | fine prestito                                                      |
| C        | Cristian Galano        | Vicenza          | prestito con obbligo di riscatto (400.000 €) con bonus (200.000 €) |
| C        | Lorenzo Longo          | Melfi            | prestito                                                           |
| C        | Joseph Minala          | Lazio            | fine prestito                                                      |
| C        | Federico Pizzutelli    | Sambenedettese   | definitivo                                                         |
| C        | Pasquale Schiattarella | Spezia           | fine prestito                                                      |
| C        | Daniele Sciaudone      | Catania          | definitivo (500.000 €)                                             |
| A        | Francesco Caputo       | Virtus Entella   | prestito con diritto di riscatto                                   |
| A        | Salvatore Caturano     | Ascoli           | prestito                                                           |
| A        | Souleymane Coulibaly   | Peterborough Utd | definitivo                                                         |
| A        | Osarimen Ebagua        | Spezia           | fine prestito                                                      |
| A        | Antonio Gammone        | Matera           | definitivo                                                         |
| A        | Vito Leonetti          | Akragas          | prestito                                                           |

### Operazioni tra le due sessioni
| Cessioni | Cessioni          | Cessioni | Cessioni |
| R.       | Nome              | a        | Modalità |
| -------- | ----------------- | -------- | -------- |
| A        | Anthony Partipilo | CFR Cluj | prestito |
| C        | Tomislav Gomelt   | CFR Cluj | prestito |

### Sessione invernale(dal 4/1/2016 all'1/2/2016)
| Acquisti | Acquisti           | Acquisti | Acquisti      |
| R.       | Nome               | da       | Modalità      |
| -------- | ------------------ | -------- | ------------- |
| A        | Salvatore Caturano | Ascoli   | fine prestito |
| C        | Joseph Minala      | Lazio    | prestito      |
| D        | Issa Cissokho      | Genoa    | prestito      |
| C        | Jacopo Dezi        | Napoli   | prestito      |
| A        | Gennaro Tutino     | Napoli   | prestito      |
| C        | Andrea Lazzari     | Carpi    | definitivo    |
| C        | Nikola Jakimovski  | Como     | definitivo    |
| D        | Alessandro Ligi    | Avellino | fine prestito |

| Cessioni | Cessioni           | Cessioni        | Cessioni      |
| R.       | Nome               | a               | Modalità      |
| -------- | ------------------ | --------------- | ------------- |
| A        | Salvatore Caturano | Lecce           | prestito      |
| D        | Simone Salviato    | Virtus Lanciano | definitivo    |
| D        | Stefano Sabelli    | Carpi           | prestito      |
| C        | Gaston Camara      | Inter           | fine prestito |
| C        | Filippo Porcari    | Carpi           | prestito      |
| D        | Alessandro Ligi    | Vicenza         | prestito      |

## Risultati

### Serie B

#### Girone di andata
| Arbitro: | La Penna (Roma) |

|                                   |           |                                                 |
| De Luca 19’, 23’ Maniero 63’, 78’ | Marcatori | 33’ De Las Cuevas 41’ (rig.) Catellani 51’ Nenè |

| Vicenza 12 settembre 2015, ore 15:00 CEST 2ª giornata | Vicenza          | 0 – 0 referto | Bari | Stadio Romeo Menti (7.747 spett.)\| Arbitro: \| Abisso (Palermo) \| |
| Arbitro:                                              | Abisso (Palermo) |               |      |                                                                     |

| Bari 19 settembre 2015, ore 15.00 CEST 3ª giornata | Bari            | 0 – 0 referto | Pescara | Stadio San Nicola (20.177 spett.)\| Arbitro: \| Pasqua (Tivoli) \| |
| Arbitro:                                           | Pasqua (Tivoli) |               |         |                                                                    |

| Arbitro: | Maresca (Napoli) |

|                                                       |           |                |
| Tounkara 2’ Stoian 21’ Salzano 59’ (rig.) Budimir 75’ | Marcatori | 25’ G. Sansone |

| Arbitro: | Sacchi (Macerata) |

|                         |           |                |
| Defendi 12’ De Luca 69’ | Marcatori | 26’ R. Insigne |

| Arbitro: | Manganiello (Pinerolo) |

|                  |           |                        |
| L.A. Scaglia 45’ | Marcatori | 82’ Valiani 88’ Rosina |

| Arbitro: | Marini (Roma) |

|             |           |  |
| Valiani 34’ | Marcatori |  |

| Arbitro: | Chiffi (Padova) |

|                                       |           |  |
| Belloni 25’ Avenatti 32’ Falletti 41’ | Marcatori |  |

| Bari 24 ottobre 2015, ore 15:00 CEST 9ª giornata | Bari           | 0 – 0 referto | Virtus Entella | Stadio San Nicola (16.704 spett.)\| Arbitro: \| Saia (Palermo) \| |
| Arbitro:                                         | Saia (Palermo) |               |                |                                                                   |

| Arbitro: | Baracani (Firenze) |

|  |           |          |
|  | Marcatori | 53’ Rada |

| Arbitro: | Ripa (Nocera Inferiore) |

|                      |           |            |
| Faraoni 90+2’ (aut.) | Marcatori | 21’ Faragò |

| Arbitro: | Candussio (Cervignano del Friuli) |

|                        |           |                |
| Maniero 7’ Valiani 80’ | Marcatori | 70’ Donnarumma |

| Arbitro: | Ghersini (Genova) |

|  |           |                         |
|  | Marcatori | 40’ De Luca 60’ Maniero |

| Arbitro: | Pairetto (Nichelino) |

|             |           |  |
| Maniero 87’ | Marcatori |  |

| Arbitro: | Abisso (Palermo) |

|          |           |             |
| Ganz 53’ | Marcatori | 70’ De Luca |

| Arbitro: | Serra (Torino) |

|                                           |           |  |
| Valiani 41’ Rosina 47’ (rig.) Maniero 68’ | Marcatori |  |

| Arbitro: | Maresca (Napoli) |

|                         |           |                |
| Nardini 5’ Granoche 16’ | Marcatori | 68’ N. Sansone |

| Arbitro: | Ghersini (Genova) |

|             |           |  |
| Sabelli 67’ | Marcatori |  |

| Arbitro: | Pasqua (Tivoli) |

|                        |           |            |
| Melchiorri 22’ Sau 35’ | Marcatori | 37’ Rosina |

| Arbitro: | Manganiello (Pinerolo) |

|          |           |                                      |
| Rada 11’ | Marcatori | 67’ (rig.) And. Caracciolo 78’ Geijo |

| Arbitro: | La Penna (Roma) |

|           |           |  |
| Fazio 59’ | Marcatori |  |

#### Girone di ritorno
| La Spezia 15 gennaio 2016, ore 20:30 CET 22ª giornata | Spezia              | 0 – 0 referto | Bari | Stadio Alberto Picco (7.258 spett.)\| Arbitro: \| Di Paolo (Avezzano) \| |
| Arbitro:                                              | Di Paolo (Avezzano) |               |      |                                                                          |

| Arbitro: | Minelli (Varese) |

|                           |           |              |
| Di Cesare 45’ Maniero 59’ | Marcatori | 69’ Raičević |

| Arbitro: | Ghersini (Genova) |

|                                 |           |             |
| Lapadula 30’, 90+3’ Caprari 79’ | Marcatori | 53’ De Luca |

| Arbitro: | Pasqua (Tivoli) |

|                                |           |                                                |
| Maniero 53’ De Luca 69’ (rig.) | Marcatori | 3’ Martella 85’ (rig.) Torromino 90+2’ Budimir |

| Arbitro: | Manganiello (Pinerolo) |

|                |           |             |
| R. Insigne 68’ | Marcatori | 19’ Maniero |

| Bari 19 febbraio 2016, ore 20:30 CET 27ª giornata | Bari           | 0 – 0 referto | Latina | Stadio San Nicola (23.932 spett.)\| Arbitro: \| Serra (Torino) \| |
| Arbitro:                                          | Serra (Torino) |               |        |                                                                   |

| Arbitro: | Ros (Pordenone) |

|                |           |  |
| N. Ferrari 62’ | Marcatori |  |

| Arbitro: | Sacchi (Macerata) |

|                                         |           |  |
| Pușcaș 16’, 56’ Dezi 70’ G. Sansone 81’ | Marcatori |  |

| Arbitro: | Maresca (Napoli) |

|                        |           |  |
| Caputo 57’ Masucci 64’ | Marcatori |  |

| Arbitro: | Martinelli (Roma) |

|                                                              |           |                                   |
| Defendi 15’ Maniero 40’ Sansone 54’ Rosina 80’, 87’ Dezi 90’ | Marcatori | 57’ Emmanuello 70’ (rig.) Beretta |

| Arbitro: | Ripa (Nocera Inferiore) |

|             |           |                            |
| González 4’ | Marcatori | 57’ Maniero 78’ G. Sansone |

| Arbitro: | Saia (Palermo) |

|                              |           |                                          |
| Donnarumma 46’, 61’ Coda 59’ | Marcatori | 44’, 61’ Dezi 52’ G. Sansone 55’ Maniero |

| Bari 4 aprile 2016, ore 20:30 CEST 34ª giornata | Bari                | 0 – 0 referto | Cesena | Stadio San Nicola (29.514 spett.)\| Arbitro: \| Aureliano (Bologna) \| |
| Arbitro:                                        | Aureliano (Bologna) |               |        |                                                                        |

| Arbitro: | Baracani (Firenze) |

|             |           |                             |
| Cazzola 87’ | Marcatori | 78’ Rosina 90+4’ A. Lazzari |

| Arbitro: | Marini (Roma) |

|                                |           |  |
| Pușcaș 59’ Dezi 68’ Rosina 80’ | Marcatori |  |

| Arbitro: | Ghersini (Genova) |

|  |           |                     |
|  | Marcatori | 31’ (aut.) Cinaglia |

| Arbitro: | Ros (Pordenone) |

|            |           |                 |
| Rosina 83’ | Marcatori | 54’ Bentivoglio |

| Perugia 30 aprile 2016, ore 15:00 CEST 39ª giornata | Perugia        | 0 – 0 referto | Bari | Stadio Renato Curi (9.422 spett.)\| Arbitro: \| Saia (Palermo) \| |
| Arbitro:                                            | Saia (Palermo) |               |      |                                                                   |

| Arbitro: | Chiffi (Padova) |

|  |           |                                     |
|  | Marcatori | 24’ João Pedro 49’ Farias 87’ Cerri |

| Arbitro: | Di Paolo (Avezzano) |

|                         |           |                                     |
| Morosini 31’ Embalo 82’ | Marcatori | 15’, 90+3’ (rig.) Rosina 23’ Pușcaș |

| Arbitro: | Ghersini (Genova) |

|                    |           |                          |
| Maniero 73’ (rig.) | Marcatori | 27’, 54’ (rig.) Petković |

#### Play-off
| Arbitro: | Maresca (Napoli) |

|                                   |           |                                      |
| Rosina 59’, 79’ (rig.) Pușcaș 84’ | Marcatori | 3’, 43’, 48’ González 114’ Gălăbinov |

### Coppa Italia

#### Turni eliminatori
| Arbitro: | Baracani (Firenze) |

|             |           |                            |
| Defendi 78’ | Marcatori | 57’ Gigliotti 65’ Floriano |

### Statistiche di squadra
| Competizione | Punti | In casa | In casa | In casa | In casa | In casa | In casa | In trasferta | In trasferta | In trasferta | In trasferta | In trasferta | In trasferta | Totale | Totale | Totale | Totale | Totale | Totale | DR  |
| Competizione | Punti | G       | V       | N       | P       | Gf      | Gs      | G            | V            | N            | P            | Gf           | Gs           | G      | V      | N      | P      | Gf     | Gs     | DR  |
| ------------ | ----- | ------- | ------- | ------- | ------- | ------- | ------- | ------------ | ------------ | ------------ | ------------ | ------------ | ------------ | ------ | ------ | ------ | ------ | ------ | ------ | --- |
| Serie B      | 68    | 21      | 11      | 6       | 4       | 35      | 20      | 21           | 8            | 5            | 8            | 23           | 28           | 42     | 19     | 11     | 12     | 58     | 48     | +10 |
| Play-off     | -     | 1       | 0       | 0       | 1       | 3       | 4       | 0            | 0            | 0            | 0            | 0            | 0            | 1      | 0      | 0      | 1      | 3      | 4      | -1  |
| Coppa Italia | -     | 1       | 0       | 0       | 1       | 1       | 2       | 0            | 0            | 0            | 0            | 0            | 0            | 1      | 0      | 0      | 1      | 1      | 2      | -1  |
| Totale       | 68    | 23      | 11      | 6       | 6       | 39      | 26      | 21           | 8            | 5            | 8            | 23           | 28           | 44     | 19     | 11     | 14     | 62     | 54     | +8  |

### Andamento in campionato
| Giornata  | 1 | 2 | 3 | 4  | 5 | 6 | 7 | 8 | 9 | 10 | 11 | 12 | 13 | 14 | 15 | 16 | 17 | 18 | 19 | 20 | 21 | 22 | 23 | 24 | 25 | 26 | 27 | 28 | 29 | 30 | 31 | 32 | 33 | 34 | 35 | 36 | 37 | 38 | 39 | 40 | 41 | 42 |
| --------- | - | - | - | -- | - | - | - | - | - | -- | -- | -- | -- | -- | -- | -- | -- | -- | -- | -- | -- | -- | -- | -- | -- | -- | -- | -- | -- | -- | -- | -- | -- | -- | -- | -- | -- | -- | -- | -- | -- | -- |
| Luogo     | C | T | C | T  | C | T | C | T | C | T  | C  | C  | T  | C  | T  | C  | T  | C  | T  | C  | T  | T  | C  | T  | C  | T  | C  | T  | C  | T  | C  | T  | T  | C  | T  | C  | T  | C  | T  | C  | T  | C  |
| Risultato | V | N | N | P  | V | V | V | P | N | V  | N  | V  | V  | V  | N  | V  | P  | V  | P  | P  | P  | N  | V  | P  | P  | N  | N  | P  | V  | P  | V  | V  | V  | N  | V  | V  | V  | N  | N  | P  | V  | P  |
| Posizione | 6 | 4 | 5 | 12 | 8 | 6 | 4 | 5 | 7 | 4  | 4  | 4  | 3  | 3  | 3  | 3  | 3  | 3  | 4  | 5  | 6  | 6  | 4  | 4  | 6  | 6  | 6  | 9  | 8  | 9  | 9  | 6  | 5  | 5  | 3  | 3  | 3  | 5  | 5  | 5  | 5  | 5  |

Fonte:  Serie B – Classifica, su legab.it, Lega Serie B. URL consultato il 25 ottobre 2015 (archiviato dall'url originale il 22 maggio 2017).
Legenda:

Luogo: C = Casa; T = Trasferta. Risultato: V = Vittoria; N = Pareggio; P = Sconfitta.

### Statistiche dei giocatori
| Giocatore      | Serie B  | Serie B | Serie B     | Serie B    | Coppa Italia | Coppa Italia | Coppa Italia | Coppa Italia | Totale   | Totale | Totale      | Totale     |
| Giocatore      | Presenze | Reti    | Ammonizioni | Espulsioni | Presenze     | Reti         | Ammonizioni  | Espulsioni   | Presenze | Reti   | Ammonizioni | Espulsioni |
| -------------- | -------- | ------- | ----------- | ---------- | ------------ | ------------ | ------------ | ------------ | -------- | ------ | ----------- | ---------- |
| K. Boateng     | 18       | 0       | 1           | 0          | 1            | 0            | 0            | 0            | 19       | 0      | 1           | 0          |
| G. Camara      | 0        | 0       | 0           | 0          | 0            | 0            | 0            | 0            | 0        | 0      | 0           | 0          |
| G. Castrovilli | 0        | 0       | 0           | 0          | 0            | 0            | 0            | 0            | 0        | 0      | 0           | 0          |
| M. Contini     | 18       | 0       | 2           | 1          | 1            | 0            | 0            | 0            | 19       | 0      | 2           | 1          |
| I. Cissokho    | 5        | 0       | 0           | 1          | 0            | 0            | 0            | 0            | 5        | 0      | 0           | 1          |
| M. Defendi     | 29+1     | 2       | 8+1         | 0          | 1            | 1            | 0            | 0            | 31       | 3      | 9           | 0          |
| G. De Luca     | 32+1     | 7       | 4           | 0          | 0            | 0            | 0            | 0            | 33       | 7      | 4           | 0          |
| J. Dezi        | 17+1     | 5       | 3           | 0          | 0            | 0            | 0            | 0            | 18       | 5      | 3           | 0          |
| C. Del Grosso  | 11       | 0       | 3           | 0          | 0            | 0            | 0            | 0            | 11       | 0      | 3           | 0          |
| V. Di Cesare   | 31+1     | 1       | 8           | 1          | 0            | 0            | 0            | 0            | 32       | 1      | 8           | 1          |
| G. Di Noia     | 18       | 0       | 7           | 0          | 0            | 0            | 0            | 0            | 18       | 0      | 7           | 0          |
| M. Donati      | 16       | 0       | 2           | 0          | 1            | 0            | 0            | 0            | 17       | 0      | 2           | 0          |
| I. Donkor      | 20       | 0       | 10          | 1          | 0            | 0            | 0            | 0            | 20       | 0      | 10          | 1          |
| G. Gemiti      | 20+1     | 0       | 2           | 0          | 1            | 0            | 0            | 0            | 22       | 0      | 2           | 0          |
| S. Gkentsoglou | 12       | 0       | 2           | 1          | 1            | 0            | 0            | 0            | 13       | 0      | 2           | 1          |
| T. Gomelt      | 0        | 0       | 0           | 0          | 1            | 0            | 0            | 0            | 1        | 0      | 0           | 0          |
| S. Gori        | 0        | 0       | 0           | 0          | 0            | 0            | 0            | 0            | 0        | 0      | 0           | 0          |
| E. Guarna      | 25       | -26     | 2           | 1          | 1            | -2           | 1            | 0            | 26       | -28    | 3           | 1          |
| N. Jakimovski  | 5        | 0       | 1           | 0          | 0            | 0            | 0            | 0            | 5        | 0      | 1           | 0          |
| A. Lazzari     | 9        | 1       | 3           | 0          | 0            | 0            | 0            | 0            | 9        | 1      | 3           | 0          |
| R. Maniero     | 35+1     | 12      | 7           | 0          | 0            | 0            | 0            | 0            | 36       | 12     | 7           | 0          |
| A. Micai       | 17+1     | -19+4   | 3+1         | 0          | 0            | 0            | 0            | 0            | 18       | -15    | 4           | 0          |
| J. Minala      | 1        | 0       | 0           | 0          | 0            | 0            | 0            | 0            | 1        | 0      | 0           | 0          |
| A. Petropoulos | 5        | 0       | 0           | 0          | 0            | 0            | 0            | 0            | 5        | 0      | 0           | 0          |
| F. Porcari     | 20       | 0       | 4           | 1          | 0            | 0            | 0            | 0            | 20       | 0      | 4           | 1          |
| G. Pușcaș      | 16+1     | 4+1     | 2+1         | 0          | 1            | 0            | 0            | 0            | 18       | 5      | 3           | 0          |
| I. Rada        | 21+1     | 2       | 1           | 0          | 0            | 0            | 0            | 0            | 22       | 2      | 1           | 0          |
| M. Romizi      | 25+1     | 0       | 6+1         | 0          | 1            | 0            | 0            | 0            | 27       | 0      | 7           | 0          |
| A. Rosina      | 39+1     | 10+2    | 4           | 0          | 0            | 0            | 0            | 0            | 40       | 12     | 4           | 0          |
| S. Sabelli     | 21       | 1       | 4           | 0          | 1            | 0            | 0            | 0            | 22       | 1      | 4           | 0          |
| G. Sansone     | 33+1     | 6       | 4           | 0          | 1            | 0            | 0            | 0            | 35       | 6      | 4           | 0          |
| S. Salviato    | 0        | 0       | 0           | 0          | 0            | 0            | 0            | 0            | 0        | 0      | 0           | 0          |
| G. Scalera     | 0        | 0       | 0           | 0          | 0            | 0            | 0            | 0            | 0        | 0      | 0           | 0          |
| D. Tonucci     | 21+1     | 0       | 4           | 0          | 1            | 0            | 1            | 0            | 23       | 0      | 5           | 0          |
| G. Tutino      | 1        | 0       | 0           | 0          | 0            | 0            | 0            | 0            | 1        | 0      | 0           | 0          |
| F. Valiani     | 34+1     | 4       | 10          | 0          | 0            | 0            | 0            | 0            | 35       | 4      | 10          | 0          |